# Лисенко Федір Денисович
Фе́дір Дени́сович Ли́сенко (? — ?) — український радянський діяч, новатор виробництва, старший котельник Понінківського целюльозно-паперового комбінату Полонського району Хмельницької області. Депутат Верховної Ради УРСР 5-го скликання.

## Біографія
Член ВКП(б) з 1940 року.
З 1949 року — кочегар, котлочист, старший котельник теплоелектроцентралі (ТЕЦ) Понінківського целюльозно-паперового комбінату Полонського району Хмельницької області. Виконував виробничу норму на 340—350%. За систематичне перевиконання виробничих норм і відмінну якість роботи йому було присвоєно звання «майстер золоті руки».
Потім — на пенсії у смт. Понінці Полонського району Хмельницької області.